# Vittorio Mazzoni della Stella
Vittorio Mazzoni della Stella (Siena, 21 maggio 1941) è un politico e funzionario italiano.

## Biografia
Nato a Siena nella contrada della Giraffa, conseguì la laurea in scienze politiche all'Istituto Cesare Alfieri di Firenze. Fu poi assunto quale funzionario e analista finanziario della banca Monte dei Paschi di Siena.
Iscritto al Partito Socialista Italiano, nel 1983 fu eletto sindaco di Siena e rieletto una seconda volta nel 1988; in seguito ad un accordo in consiglio comunale tra PSI e PCI, nel novembre 1990 rassegnò le dimissioni da sindaco, e fu eletto in sua vece Pierluigi Piccini.
Fu vice-presidente del Monte dei Paschi dal 1992 al 1997.